# Jim Ross (jogador de hóquei no gelo)
James Ross (Edimburgo, 20 de maio de 1926 — Woodstock, 1 de janeiro de 2016) foi um jogador profissional de hóquei no gelo que jogou 62 partidas pela National Hockey League. Nascido na Escócia e crescido em Toronto, Canadá, militou pelos New York Rangers. Ele morreu em 2016.